# Tempio di Augusto

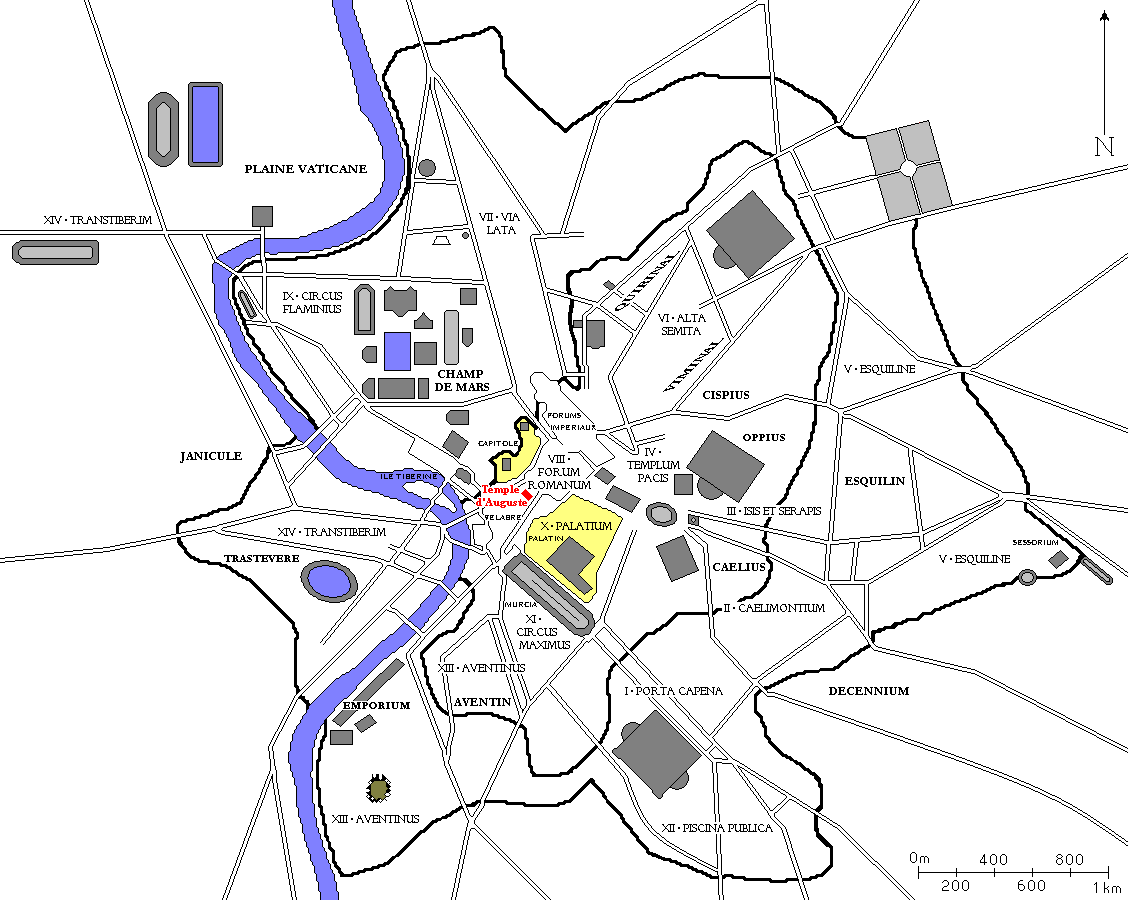
Posizione del Tempio di Augusto

Il tempio di Augusto (latino: templum Divi Augusti, templum Divi Augusti ad Minervam o templum Novum Divi Augusti; greco: Αὐγουστεῖον, Augousteion) era un tempio dedicato ad Augusto (il primo imperatore romano) divinizzato, costruito nel Foro Romano a Roma da Tiberio e completato e dedicato da Caligola poco dopo il 37.

## Storia

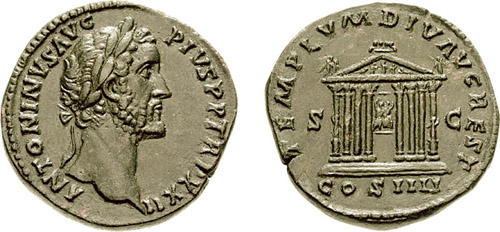
Tempio ottastilo di Augusto sul rovescio di un sesterzio di Antonino Pio (159), che restaurò il tempio del primo imperatore romano; si intravedono nella cella le statue di Augusto e Livia Drusilla. I gradini del tempio erano affiancati da due statue di Vittoria.

Il tempio fu edificato da Tiberio, figlio adottivo e successore di Augusto, o da Tiberio e Livia Drusilla, terza moglie di Augusto e imperatrice; venne completato e dedicato con una cerimonia sontuosa da Caligola, successore di Tiberio, o da Tiberio stesso, che però non lo dedicò. Tiberio costruì anche una biblioteca che dal tempio prese il nome di Bibliotheca Templi Novi o Templi Augusti.
Il tempio fu distrutto da un incendio, non è chiaro se all'epoca di Domiziano o subito prima, poi restaurato, da Domiziano stesso, che pare abbia edificato un tempio a Minerva in qualche modo collegato a quello di Augusto. Antonino Pio restaurò pesantemente il tempio, forse dopo essere stato nuovamente distrutto. L'ultima testimonianza dell'esistenza del tempio risale al 248.

## Localizzazione

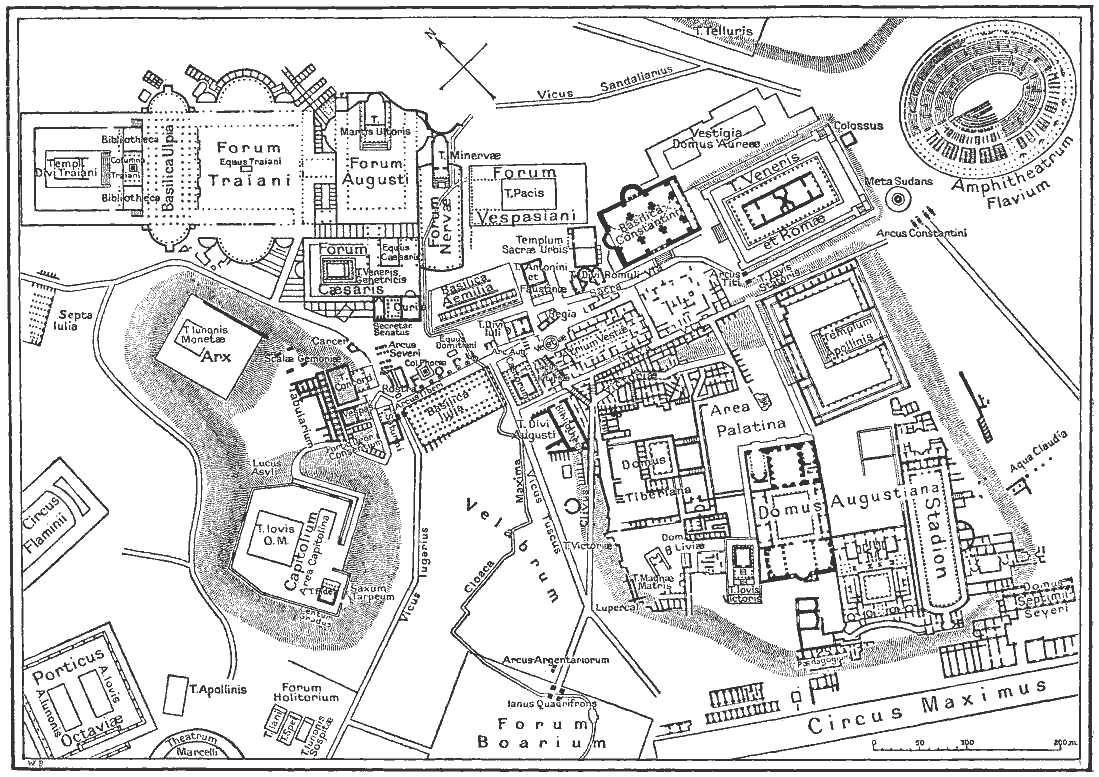
Area del foro, del Palatino e del Campidoglio in età romana.

In passato era stato identificato con una struttura pertinente alla domus Tiberiana, nella zona alle pendici nord-occidentali del Palatino detta Velabro, dietro il tempio dei Dioscuri, nei pressi del Vicus Tuscus; oggi quel complesso è stato riconosciuto come una costruzione risalente all'epoca di Domiziano. Probabilmente il tempio si trova sotto le costruzioni alle spalle della Basilica Giulia, in una zona non scavata al di sotto dell'ex-Ospedale della Consolazione.
Al tempo di Caligola, Svetonio riferisce essere stato costruito un ponte dal Palatino, al di sopra del tempio, collegato col Campidoglio, per assecondare il desiderio dell'imperatore di essere congiunto con Giove Capitolino. Dall'informazione di Svetonio si può solo dedurre che il tempio si trovava nello spazio compreso tra il Palatino e il Campidoglio. Tale considerazione sembra corroborata dai risultati di carotaggi nella valle tra i due colli che hanno rivelato la presenza di un grosso podio in cementizio nell'area dell'ex Chiostro di Santa Maria della Consolazione. Qui i Cataloghi regionari attestano la presenza di un templum Castorum et Minervae (che riecheggia nei diplomi come riferimento al loro luogo di affissione, indicato talvolta come templum Divi Augusti ad Minervam e talaltra come muro post aedem Castoris ad Minervam).
Sappiamo poi che Antonino Pio fece restaurare il Graecostadium, il cui nome deriva dalla presenza di un mercato di schiavi in età imperiale, attestato nella Forma severiana, a seguito di un incendio, ivi incluso il tempio trovantesi all'interno, che è del tutto probabile trattarsi proprio del tempio del Divo Augusto. Secondo l'archeologo Filippo Coarelli sovrapponendo il frammento della Forma Urbis del Graecostadium, all'interno del quale è da supporsi la presenza del templum Novum, all'area di Santa Maria della Consolazione si può ottenere l'esatto luogo della collocazione del tempio, con la scalinata rivolta al vicus Jugarius, ovvero in direzione del Capitolium.

## Architettura
Abbiamo poche informazioni sulla decorazione interna del tempio e nessun resto della struttura è noto, né l'area del tempio è stata mai scavata tranne l'effettuazione di qualche sondaggio. Una moneta di Caligola raffigura probabilmente il tempio: si tratta di un tempio esastilo in stile ionico con sculture sul tetto, sul basamento e sul frontone, decorato con ghirlande.  Il restauro di Antonino Pio viene celebrato in alcune monete, che raffigurano un tempio ottastilo in stile corinzio, con ricco frontone e acroteri, contenente due statue, di Augusto e Livia.
Oltre alle statue di Augusto e di Livia, il tempio conteneva probabilmente anche quelle degli altri imperatori divinizzati, come suggerito dal fatto che una aedes Caesarum sia stata colpita da un fulmine nel 69. Tiberio lo decorò con un famoso dipinto, opera di Nicia di Atene (IV secolo a.C.) e raffigurante Giacinto.

### Fonti primarie
- Cassio Dione Cocceiano, Storia romana
- Gaio Plinio Secondo, Storia naturale
- Svetonio, Vite dei Cesari
- Tacito, Annali

### Fonti secondarie
- Samuel Ball Platner e Thomas Ashby, "Temple of Augustus", A Topographical Dictionary of Ancient Rome, Oxford University Press, 1929, pp. 62–65. Da LacusCurtius
- Mario Torelli, s.v. "Augustus, Divus, templum (novum); aedes, in Eva Margareta Steinby (a cura di), Lexicon topographicum Urbis Romae, I, Roma 1993, pp. 145–146.
- Filippo Coarelli, Palatium: il Palatino dalle origini all'impero, Edizioni Quasar, Roma, 2012,  pp. 55, 100-103 passim. URL consultato il 27 giugno 2013.